# Крушини-Румункі
Крушини-Румункі (пол. Kruszyny-Rumunki) — село в Польщі, у гміні Боброво Бродницького повіту Куявсько-Поморського воєводства.
Населення — 58 осіб (2011).
У 1975-1998 роках село належало до Торунського воєводства.

## Демографія
Демографічна структура станом на 31 березня 2011 року:
|          | Загалом | Допрацездатний вік | Працездатний вік | Постпрацездатний вік |
| -------- | ------- | ------------------ | ---------------- | -------------------- |
| Чоловіки | 34      | 4                  | 25               | 5                    |
| Жінки    | 24      | 6                  | 14               | 4                    |
| Разом    | 58      | 10                 | 39               | 9                    |